# Uroleucon cirsicola
Uroleucon cirsicola är en insektsart. Uroleucon cirsicola ingår i släktet Uroleucon och familjen långrörsbladlöss. Inga underarter finns listade i Catalogue of Life.